# Admiraalzeilen

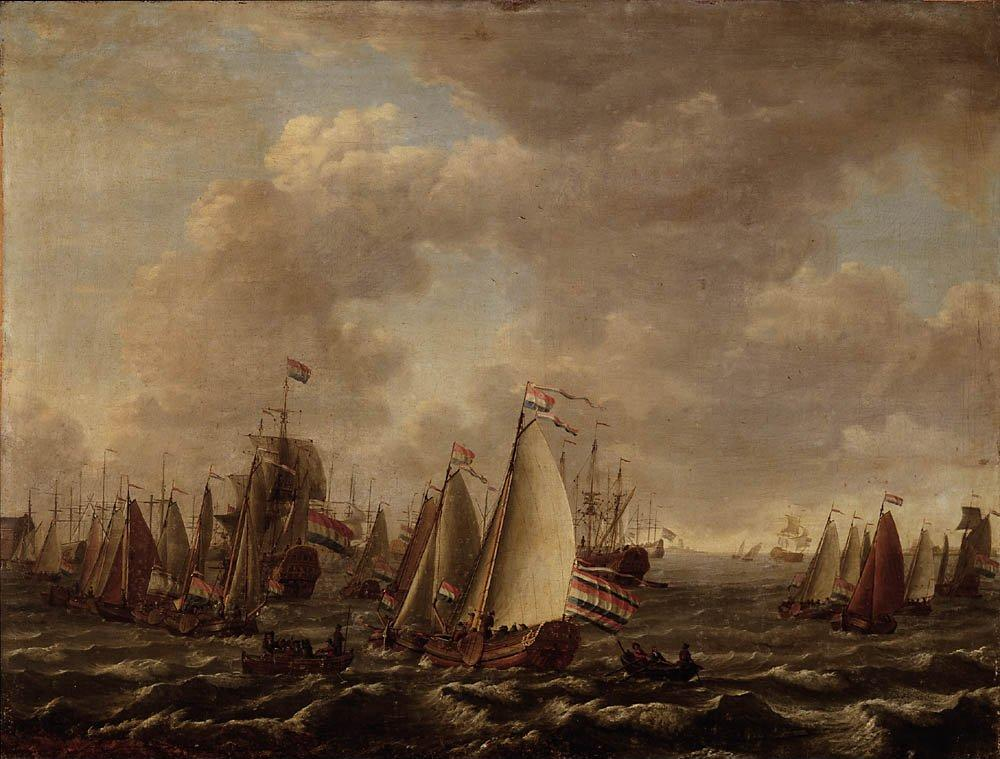
Adam Silo. Admiraalzeilen. 1689-1760. Olieverf op doek. Amsterdam, Amsterdams Historisch Museum.

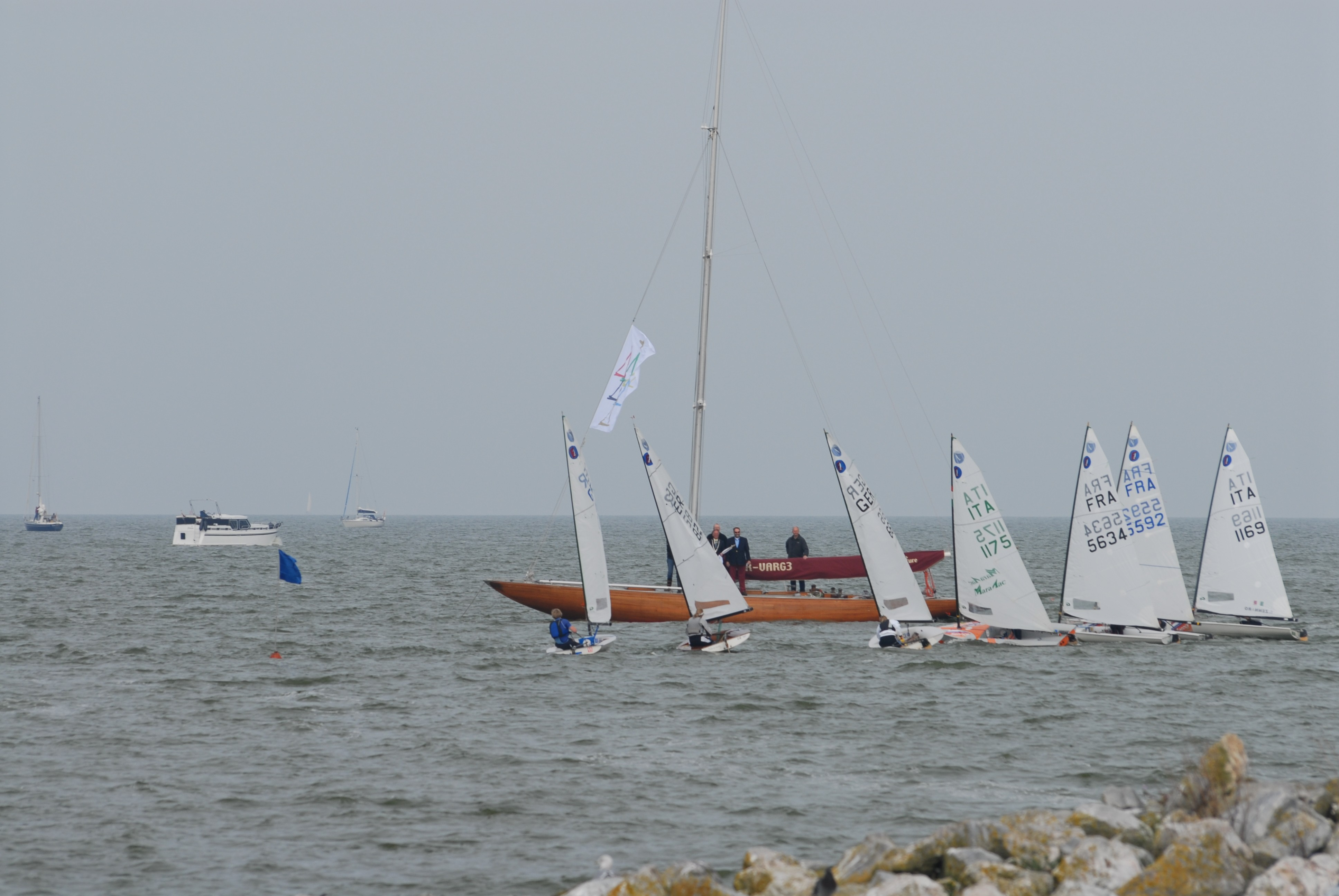
Admiraalzeilen tijdens de openings ceremony van de Vintage Yachting Games 2008 voor de kust van Medemblik.
Het Admiraalsschip is de 8 Metre Varg, De Admiraal is de Burgemeester van Medemblik, Theo van Eijk

Reeds in de 12e eeuw voeren koopvaardijschepen op eigen initiatief "in admiraalschap". Zij sloten zich aaneen teneinde gezamenlijk beter de aanvallen te kunnen afslaan van zeerovers en andere vijanden. De leiding werd in onderling overleg aan een der schippers toevertrouwd. Later werden door de bestuurders van de grote handelssteden speciale "ordonnantiën" gegeven inzake het zeilen in admiraalschap, waarbij de leiding werd opgedragen aan admiraals.

## Admiraalzeilen als teamsport[1]
Het is heel iets anders dan wedstrijdzeilen, wat veel meer een sport is voor het individuele jacht. Gaat het in de wedstrijd om de pure snelheid en het tactisch inzicht, bij het admiraalzeilen spelen beheersing van het schip, en het vermogen om anticiperend en corrigerend op te treden, de hoofdrol.
De vloot wordt verdeeld in een aantal eskaders, elk bestaande uit schepen van een zo veel mogelijk overeenkomstig type. Ieder eskader wordt gecommandeerd door een eskadercommandant. De eskadercommandant van het eerste eskader is tevens de vlootcommandant. Ook gemeerd- of ten anker liggende moet ernaar worden gestreefd de schepen zo veel mogelijk eskadergewijs bijeen te houden.

## Voorbeelden van admiraalzeilen
- Regionale Friese Reünie
- Tijdens festiviteiten van watersportverenigingen
- Tijdens grote zeilevenementen zoals
  - Kaagweek
  - Sneekweek
  - Vintage Yachting Games